# 日産・R382
日産・R382（にっさん・アールさんはちに）は、日産自動車が1969年の日本グランプリ用に開発した二座席レーシングカーである。当時の国際自動車連盟（FIA）規定でグループ7にあたる。

## 概要
1968年日本グランプリを制覇した日産自動車にとって、次のステップはオール自社製マシンによるグランプリ制覇だった（R381のエンジンはシボレー製）。このためV型12気筒5.0リットルのGRX-1型エンジンが開発され、R381に搭載されテストされた。
10月開催となったグランプリ（前年までは5月開催）を目指し、新型のR382がシェイクダウンされたのは7月。シャーシはコクピット周りのメインセルをアルミスペースフレームで構成し、前部と側部をアルミモノコックで補強。エンジンをストレスメンバーとして利用した。R381の特徴であった可変ウィング（エアロスタビライザー）が禁止されたため、リアはダックテール形状となり、R381以上にウェッジシェイプのマシンとなった。
グランプリ連覇を狙う日産は、よりパワーアップを求め、6.0リットルに拡大されたGRX-3型を開発、8月にシェイクダウンされた2号車に搭載される。しかし、この6リットルに拡大されたエンジンが世に公表されたのは、グランプリ決勝の2日前であった。

## レースでの成績
1969年の日本グランプリには、ワークスポルシェ・917、5リットルトヨタ・7が参戦、日本モータースポーツ史上、一つの頂点と呼べるレースとなった。このレースにR382は、高橋国光、都平健二、北野元、黒澤元治で3台が出場した。
予選でポルシェ、トヨタを抑えR382は1-2-3。決勝ではウィークポイントのクラッチに負担をかけないよう慎重なスタートとなり、ポルシェ、トヨタの先行を許すもすぐに抜き返し1-2-3フォーメーションを築く。その後、高橋・都平車がトラブルで遅れるも黒沢、北野で1-2フィニッシュ。日産にとって2年連続のグランプリ制覇となった。
翌1970年6月7日、富士インター300マイルに、R382はグランプリ以来初めて姿を見せる。このレースでも北野、黒沢で1-2フィニッシュを果たす。しかしこの翌日、日産自動車は公害対策に集中するため、70年日本グランプリの欠場を発表する。結果的にR38シリーズにとってこのレースが最後のレースとなった。その後、日本グランプリ優勝車両（黒沢車）はアメリカのCan-Amシリーズ参戦の可能性を探るため米国に送られたが、現地でレースに参戦することはなく倉庫にしまわれたまま長い間放置された状態となった。

## その後

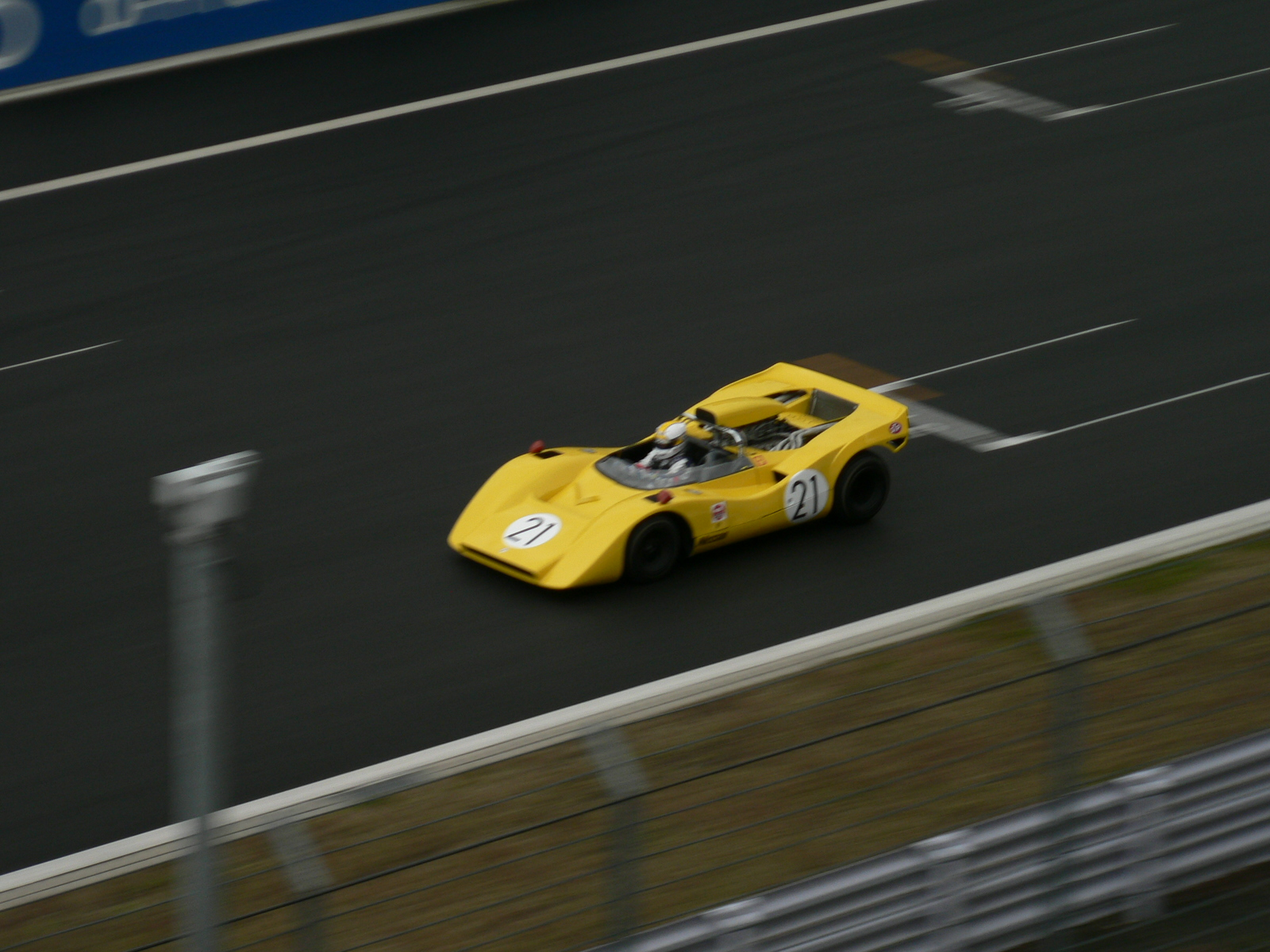
NISMO FESTIVAL 2006にて走行中のR382

日産の倉庫に保管されていた高橋車、北野車を復元するという企画が持ち上がったが、主にマグネシウム合金で製作された部品の劣化が激しく、双方を部品取りとして1台に仕上げるということになり、当時行方不明だった黒沢車のレプリカが製作されることとなった。
2004年になり、米国にあったマシンが発見され日本に移送してレストア作業が進められ、同年のニスモフェスティバルでレストアの完了したR382が公開された。以後、年末のニスモフェスティバルで、デモ走行が何度か行われている。
このような経緯により、一時R382の黒沢車が2台存在していることになった。
部品取りされた結果、カウルとシャシーだけの状態になった北野車もその後、元関係者の手によって再生されることになり、2013年にレストアが完了。このため、日本グランプリに参戦した車両全てが実走できる状態で現存していることになる。
2017年、黒沢車のレプリカとなっていた高橋車が元の塗色に戻され、結果的に元のシャシーナンバーの状態で全車が現存する。

## スペック （1969年）
- 全長 4,045mm
- 全幅 1,870mm
- 全高 925mm
- ホイールベース 2,400mm
- トレッド（前/後) 1,470/1,370mm
- 車両重量 790kg
- エンジン GRX-3(V12・DOHC・4バルブ)　5,954cc
- 最高出力 441kW(600ps)以上
- 最大トルク 608N・m(62.0kgm)以上
- サスペンション（前/後) ダブルウィッシュボーン/マルチリンク (4リンク)
- ブレーキ（前/後) ベンチレーテッドディスク
- タイヤ 10.10×15 /・6.00/15.50×15
- その他 ルーカス燃料噴射